# Provincia de Golestán
Golestán (en persa: گلستان) es una provincia (ostan) de Irán situada en el nordeste del país. Su capital es Gorgan. Se separó de la provincia de Mazandarán en 1997.

## Clima y geografía
Golestán goza de clima templado y temperatura templada la mayor parte del año. Geográficamente, se divide en dos secciones, las llanuras y las montañas de Alborz. En la sección oriental de Alborz, la dirección de las montañas se enfrenta al noreste y disminuye gradualmente de altura. El punto más alto de la provincia es Shavar, con 3.945 m de altura.

## División administrativa
Los principales shahrestan o condados de la provincia de Golestán. Tras la reestructuración del territorio en el que se separaron tres más: Galikash, Gomishan y Maraveh Tappeh. Respectivamente de Minudasht, Torkaman y Kalaleh.
|                | Shahrestan | Shahrestan     | Shahrestan |
| Nombre         | Farsi      | Transcripción  |            |
| -------------- | ---------- | -------------- | ---------- |
|                |            |                |            |
| Aliabad        | علیآباد    | ʿAliyābād      |            |
| Aqqala         | آق قلا     | Āgh Ghalā      |            |
| Azadshahr      | آزادشهر    | Āzādschahr     |            |
| Bandar-e Gaz   | بندر گز    | Bandar-e Gaz   |            |
| Galikash       | گالیکش     | Gālikasch      |            |
| Gomishan       | گميشان     | Gomischān      |            |
| Gorgan         | گرگان      | Gurgān         |            |
| Gonbad-e Kābus | گنبد کاووس | Gonbad Qābus   |            |
| Kalaleh        | كلاله      | Kalāle         |            |
| Kordkuy        | کردکوی     | Kordkuy        |            |
| Marwe Tappe    | مراوهتپه   | Marāveh Tappeh |            |
| Minudasht      | مینودشت    | Minudascht     |            |
| Ramian         |            | Rāmiyān        |            |
| Torkaman       | ترکمن      | Torkaman       |            |

## Cultura
Las dinastías Bouyides y Ziyarides procedían de esta región. Son conocidos por haber revivido la cultura persa preislámica. Por ejemplo, los dirigentes bouyides fueron llamados Shâhanshâh (شاهنشاه), que significa literalmente «Rey de Reyes», un término usado por los gobernantes sasánidas.
La minoría turcomana se encuentra en el norte de la provincia, especialmente en las ciudades de Gonbad y Turkaman Bandar. Otras minorías, como los baluchis, turcos, afganos y también los armenios viven en la región y han logrado conservar sus tradiciones y rituales.
La torre de ladrillo más alta en el mundo está en esta región. Es la famosa Gonbad-e Qābus, construida por un emir de la región en 1007.

## Educación superior
1. Universidad Gorgan de Ciencias Agrícolas y Recursos Naturales
2. Universidad de Ciencias Médicas de Golestán
3. Universidad Islámica Azad de Gorgan
4. Universidad Islámica de Azad Ali Abad Katool
5. Universidad Islámica Azad de Azadshahr

- Datos: Q170041
- Multimedia: Golestan Province / Q170041